# Jamie Waller
Jamie Antonio Waller (South Boston, 20 novembre 1964) è un ex cestista statunitense, professionista nella NBA e in Francia.

## Carriera
È stato selezionato dai New Jersey Nets al terzo giro del Draft NBA 1987 (48ª scelta assoluta).

## Palmarès
- CBA Rookie of the Year (1988)
- CBA All-Rookie First Team (1988)
- Campione WBL (1988)
- WBL Championship MVP (1988)
- 3 volte All-WBL Team (1988, 1989, 1990)
- 4 volte miglior marcatore WBL (1988, 1989, 1990, 1991)